# Szenuszert-anh (főpap)

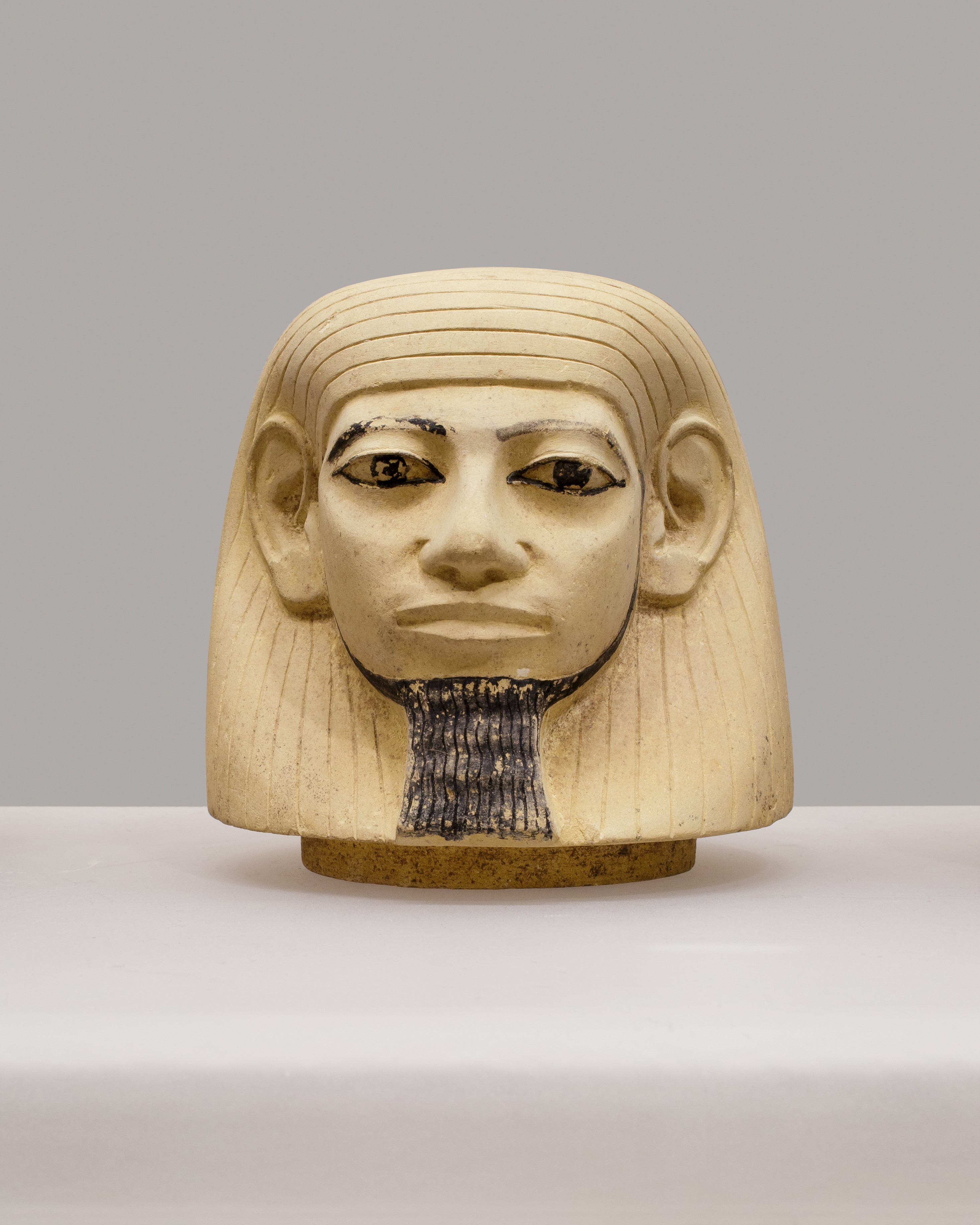
Szenuszertanh kanópusza

Szenuszert-anh ókori egyiptomi királyi szobrász és építész, Ptah memphiszi főpapja volt a XII. dinasztia idején, valószínűleg I. Szenuszert uralkodása alatt.
Masztabasírját 1933-ban fedezték fel I. Szenuszert piramisa közelében, Listben. A sír felépítménye elpusztult, mert a köveket eltávolították belőle. A sírt már az ókorban kifosztották, de az ásatás során előkerült pár lelet, például Szenuszert-anh mészkő ülőszobra, amely ma a Metropolitan Művészeti Múzeumban található (katalógusszám 33.1.2a–c). A sírkamra falait a Piramisszövegekkel díszítették.

## Fordítás
- Ez a szócikk részben vagy egészben  a   Senewosret-Ankh című angol Wikipédia-szócikk ezen változatának fordításán alapul.  Az eredeti cikk szerkesztőit annak laptörténete sorolja fel. Ez a jelzés csupán a megfogalmazás eredetét és a szerzői jogokat jelzi, nem szolgál a cikkben szereplő információk forrásmegjelöléseként.